# Companhia de Saneamento de Diadema
A Companhia de Saneamento de Diadema ou SANED foi uma empresa brasileira concessionária de serviços de saneamento básico localizada em Diadema, município do estado de São Paulo. Com economia mista, seu principal acionista é a Prefeitura Municipal de Diadema. Em decorrência de passivos contraídos pela empresa municipal junto a Sabesp estimadas em R$ 1,1 bilhão, prefeitura e governo estadual celebrariam um acordo que previa a fusão da SANED para amortização da dívida, resultado na criação da CAED (Companhia de água e esgoto de Diadema). Em 2013, após oito meses de negociação da autarquia estadual com a nova administração municipal, a Saned será absorvida pela Sabesp e a mesma voltará a prestar serviço de saneamento para o município para os próximos 30 anos e a dívida municipal será liquidada.

## História
Até 1959, antes de se tornar município, Diadema não possuía um serviço de saneamento. O primeiro serviço de saneamento da cidade surgiu em 1969, quando foi instituído a autarquia SAAED - Serviço Autônomo de Água e Esgoto de Diadema. Em 1971, o SAAED ganhou o nome de DAED- Departamento de Água e Esgoto de Diadema. O DAED funcionou até 1974, quando a Prefeitura Municipal de Diadema deu à Sabesp a concessão desses serviços. No início da década de 90, insatisfeitas com as altas tarifas e o descaso com que a Sabesp prestava seus serviços no município, surgiu o movimento Água Boa e Barata, criado por donas de casa com o objetivo de pressionar o poder público municipal a retomar a concessão do saneamento. A Sabesp operou os serviços até 1993, foi quando a Prefeitura criou a Companhia de Saneamento de Diadema – SANED, que iniciou a operação dos sistemas de abastecimento de água e esgotamento sanitário do município em 17 de fevereiro de 1995.

## Dívida, processo de fusão e criação da CAED
Saned foi criada após rompimento unilateral do acordo entre a Prefeitura de Diadema e o governo do Estado para operação de água e esgoto do município. Logo após a instituição da Saned, o governo estadual entrou com ação judicial para reaver o serviço e ser indenizado pela quebra contratual. Quando a Justiça deu ganho de causa ao Estado, a dívida judiciária chegou ao montante de R$ 685 milhões. Sob risco de a Saned ser absorvida pela Sabesp para quitar parte do passivo, a Prefeitura encaminhou o projeto de fusão entre as autarquias para amortização de 75% do montante, deixando sobra de R$ 175 milhões a ser paga pela Prefeitura. O valor restante será fracionado em 30 anos . Esse projeto resultaria a criação de uma nova empresa a CAED -  Companhia de Água e esgoto de Diadema,  cujo capital ficaria dividida entre governo e prefeitura.

## Reviravolta no caso e o fim da SANED
Vitorioso nas Eleições 2012, a nova administração comandada pelo ex-vereador de Diadema Lauro Michels Sobrinho iniciou negociações com a Sabesp para tentar manter investimentos na cidade aliados ao fim da dívida de R$ 1,1 bilhão. Após oito meses de negociação, o executivo municipal fechou acordo com a  autarquia estadual para zerar a dívida de R$ 1,1 bilhão pelo rompimento unilateral do contrato para criação da Saned. A Sabesp  reassumiu o serviço de água e esgoto da cidade em 31 de março de 2014| após 18 anos e o projeto de lei regulamentando a parceria foi aprovada na Câmara Municipal em 6 de setembro de 2013.